# 김순호 (1982년)
김순호(한국 한자: 金淳鎬, 1982년 1월 8일 ~ )는 대한민국의 전 축구 선수로서 포지션은 미드필더였다.

## 선수 경력
부천 SK와 성남 일화 천마에서 활약하였다.

## 지도자 경력
2021년 12월 29일에 FC 서울의 코치로 선임되었다.